# رد اسنپر (گروه موسیقی)
رد اسنپر یک گروه موسیقی بریتانیایی است که در سال ۱۹۹۳ توسط علی فرند (کنترباس)، ریچارد ثیر (درامز) و دیوید آیرز (گیتار) در لندن تأسیس شد. سه عضو اصلی نیز توسط نوازندگان مهمان و خوانندگان مختلف در رکوردهای مختلف ملحق می شوند. از زمان اتحاد مجدد در سال ۲۰۰۷، تام چلنجر (ساکسیفون) نیز یکی از اعضای گروه بوده است. به گفته روزنامه‌نگار موسیقی ، جیسون آنکنی از آل‌میوزیک «سه‌نوازی اسید جاز بریتانیایی به دلیل سنتز پیشگامانه سازهای آکوستیک و بافت‌های الکترونیکی قابل توجه هستند»